# Jacopo Ortis (film)
Jacopo Ortis è un film muto italiano del 1918 diretto da Giuseppe Sterni, ispirato alle Ultime lettere di Jacopo Ortis di Ugo Foscolo, pubblicate nel 1802.